# Alfred Meissner
Alfred Meissner (Teplice, 15 ottobre 1822 – Bregenz, 29 maggio 1885) è stato uno scrittore e poeta austriaco.

## Biografia
Nipote dello scrittore August Gottlieb Meißner (1753-1807). Studiò medicina, prendendo la laurea a Praga nel 1846. Per eludere la censura austriaca, pubblicò, nello stesso anno a Lipsia, il poema epico Ziska (soprannome dell'eroe boemo Jan Troznowski) (10ª ed., 1867). Risiedette principalmente a Parigi, e ritornò a Praga nel 1850, dove lui e Moritz Hartmann furono i principali rappresentanti delle scuole liberali della poesia tedesca in Boemia.

## Opere principali
- Gedichte. Leipzig: Reclam 1845;
- Zizka. Epos. Leipzig: Herbig 1846;
- Der Sohn des Atta Troll (1850);
- Erinnerungen an Heine (1854);
- Der Freiherr von Hostiwin, 1855, succ. Die Sansara, 1855;
- Revolutionäre Studien aus Paris. 2 vol. Frankfurt, 1849;
- Der Pfarrer von Grafenried. Eine deutsche Lebensgeschichte. Hamburg: Hoffmann u. Campe 1855;
- Heinrich Heine. Erinnerungen. Hamburg: Hoffmann u. Campe 1858;
- Dramatische Werke. 3 voll. Leipzig: Herbig 1857–1859;
- Die Sansara. Roman in vier Bänden. Leipzig: Herbig 1858;
- Durch Sardinien. Bilder von Festland und Insel, Leipzig: Herbig 1859;
- Zur Ehre Gottes (2 vol., 1861);
- Neuer Adel, 1861;
- Charaktermasken (3 vols., Lipsia, 1861–63);
- Schwarzgelb. Roman aus Österreichs letzten zwölf Jahren. 4 Abteilungen, 8 Bde. Berlin: Janke 1862–1864;
- Die Kinder Rom (4 vol., Berlin, 1870);
- Rococo-Bilder (Gumbinnen, 1871);
- Gesammelte Schriften. 18 voll. Leipzig: Grunow 1871–1875;
- Norbert Norson, 1883;
- Geschichte meines Lebens. 2 voll. Teschen u. Wien: Prochaska 1884.
- Mosaik, 2 Bde. 1886
- Erinnerungen und Briefe, 1892

### Edizioni in italiano
- A. Meissner. In viaggio nel Regno di Sardegna 1857. Immagini del continente e dell'isola. Traduzione e apparati a cura di Giancarlo Pisanu, Carlo Delfino editore, 2019, ISBN 978-88-9361-178-7.